# Guyot

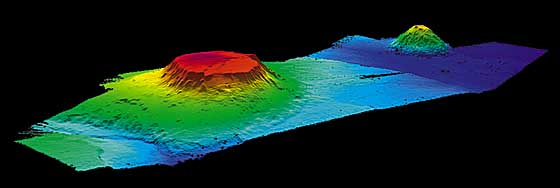
Un tipico esempio di guyot, la montagna sottomarina Bear Seamount, nell'Oceano Atlantico.

Un guyot è un rilievo sottomarino di forma tronco-conica, ossia con la sommità piatta e molto spesso ricoperta da sedimenti.

## Definizione
I guyot sono rilievi sottomarini di origine vulcanica, dalla caratteristica forma tronco-conica, soggetti ad erosione della parte superiore durante il periodo di emersione.
L'antico cratere, caratteristico dell'edificio vulcanico, a seguito dell'azione erosiva del mare e degli agenti meteorici, si è colmato con sedimenti provenienti dallo smantellamento del cono, misti a materiale organico appartenente a colonie coralline estinte, che possono essersi sviluppate in precedenti ere geologiche.
Successivamente, a causa di movimenti di subsidenza, la sommità è scesa al di sotto del livello delle acque, a profondità medie di 1.000-2.000 m (sono comunque numerosi gli esempi di edifici che giungono a soli 800 metri dal livello del mare).
Sulla sommità piatta del rilievo, inoltre, sono presenti colonie fossili di organismi caratteristici di profondità sensibilmente inferiori, a testimonianza dello sprofondamento di queste strutture.
I guyot sono molto comuni nell'Oceano Pacifico; sono molto numerosi, ad esempio, fra le montagne sottomarine della Catena sottomarina Hawaii-Emperor.

## Storia
La scoperta dei guyot è avvenuta ad opera del geologo statunitense Harry Hammond Hess durante la seconda guerra mondiale, quando Hess era al comando di un sottomarino della Marina statunitense. Nel corso di sondaggi con l'impiego di sonar, Hess osservò delle strutture sottomarine con la sommità appiattita, un aspetto affatto differente dai rilievi che si innalzano isolati dai fondali oceanici e che presentano di solito una forma conica. Inizialmente Hess aveva ipotizzato che i guyot fossero molto antichi. Il rilievo che i fossili dei guyot erano recenti permise a Hess di ipotizzare che questi rilievi sottomarini fossero resti della Dorsale oceanica e che la lontananza dalle dorsali fosse da attribuire all'espansione laterale della litosfera oceanica. La teoria di Hess, nota come "Sea-floor spreading", fu pubblicata dapprima come preprint in un rapporto dell'Office of Naval Research (1960); due anni dopo apparve nel volume "History of Ocean Basins" (1962) e la sua diffusione fu di importanza primaria per l'affermazione definitiva della teoria della "Deriva dei continenti".

## Nascita di un'isola

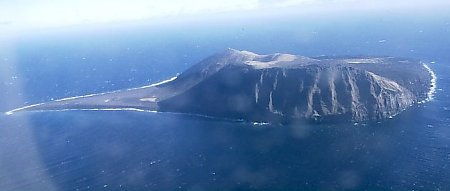
Isola di Surtsey nel 1999

Un esperimento naturale che ha permesso di studiare la trasformazione di un vulcano sottomarino in isola, e gli eventi erosivi che ne modificano la morfologia, è rappresentato dall'isola di Surtsey che, posta alla profondità di 130 m sotto il livello delle acque, in seguito a vistosi fenomeni vulcanici di tipo esplosivo emerse il 14 novembre 1963 al largo della costa meridionale dell'Islanda. Dopo tre anni e mezzo, quando cessarono gli eventi effusivi (5 giugno 1967) l'isola aveva raggiunto l'estensione di 2,7 km²; da allora, tuttavia, la sua superficie viene continuamente ridotta dall'attività erosiva esogena. L'altezza massima (174 m nel 1967) viene ridotta di 2–20 cm all'anno. È verosimile che fra qualche secolo sarà trasformata in un guyot.